# Zenica
Zenica er en by i Bosnien-Hercegovina med 70.553 indbyggere.
I en beskrivelse fra 1697 nævnes det, at Zenica er "Nilens delta, hvor melonerne vokser og selve kongen er tam". Der menes, at byen dengang havde omkring 2.000 indbyggere, hvor bosniere var dominerende. Sidst i det 18. århundrede nævnes serberne og kroaterne og i det 19. århundrede nævnes jøderne.
Efter ødelæggelser begået i 1697 fra Eugen Sovojski-soldaterne, kom det til en stabilisering af området og byen begyndte at vokse.
Efter at tyrkerne blev slået ned i 1878 og Østrig-Ungarn overtog magten, byggedes i 1879 jernbanen Bosanski Brod – Zenica. I 1880 åbnede kulminen, i 1885 papirfabrikken, i 1892 jernværket og i 1886 åbnede fængslet. Alle disse ting havde betydning for byens senere udvikling.